# 小叶红淡比
小叶红淡比（学名：Cleyera parvifolia）为山茶科红淡比属下的一个种。

## 扩展阅读
- 維基物種上的相關：小叶红淡比